# Karl-Heinz Goldau
Karl-Heinz „Kuddel“ Goldau (* 21. Januar 1941 in Köln; † 12. September 2024) war ein deutscher Fußballspieler. Der Defensivspieler bestritt als Amateur beim 1. FC Köln in der Saison 1969/70 ein Bundesligaspiel bestritten.

## Laufbahn
Der im rechtsrheinischen Köln-Höhenhaus groß gewordene Goldau war in seiner Jugend ein glühender Anhänger von Preußen Dellbrück. Er erlernte den körperlich belastenden Beruf des Kesselbauers und schloss sich erst mit dem 18. Geburtstag seinem ersten Verein an, Adler Dellbrück. Ab der Saison 1960/61 spielte der schnell auf der Position des Mittelläufers im damaligen WM-System heimisch gewordene Spieler bei TuS Höhenhaus. Mit Höhenhaus stieg Goldau 1966/67 in die Verbandsliga Mittelrhein auf und belegte mit dem Aufsteiger 1967/68 den 12. Rang. Zur Saison 1968/69 wurde er vom Bundesligisten 1. FC Köln für das Amateurteam angeworben und blieb bewusst weiterhin Amateur. Auch bei den FC-Amateuren entwickelte sich der Libero zum Leistungsträger und war Kapitän der Auswahlmannschaft des Fußball-Verbandes Mittelrhein. In seiner ersten Runde bei den FC-Amateuren war sein Trainer Georg Stollenwerk, ab der Saison 1969/70 übernahm Gero Bisanz die Amateure der Geißböcke. Mit der Vizemeisterschaft 1970/71 erreichte Goldau die beste Platzierung, 1972 und 1973 belegte er mit seinem Team jeweils den 3. Rang. Während seiner aktiven Zeit bei den FC-Amateuren wurden mehrere Mitspieler in den Lizenzspielerkader übernommen: Bernd Cullmann, Werner Thelen, Hans-Jürgen Lex, Kurt Kowalski, Heinz-Dieter Schmitz, Paul Scheermann, Herbert Mühlenberg, Winfried Berkemeier und Rainer Nicot. Goldau war bis einschließlich der Saison 1973/74 beim Amateurteam des 1. FC Köln aktiv.
Sein Debüt bei den Profis gab er am 29. Juli 1969 in einem Freundschaftsspiel gegen den englischen Traditionsverein West Ham United mit Bobby Moore. Dabei erzielte er den Treffer zum 4:1-Endstand. Mit nur einem einzigen Einsatz ging Goldau in die Statistiken der Bundesliga ein. Er kam unter dem damaligen Trainer Hans Merkle zum Einsatz, als er im vorletzten Saisonspiel beim 1. FC Kaiserslautern, das mit 2:3 verloren ging, vor Torhüter Manfred Manglitz als rechter Außenverteidiger an der Seite von Wolfgang Weber, Werner Biskup, Matthias Hemmersbach und Heinz Simmet auf dem Betzenberg zur Startelf gehörte. Neben der hohen Qualität der sportlichen Konkurrenz im Lizenzkader des FC gab es aber auch noch das Problem, dass Goldau partout nicht mit Mannschaftskapitän Wolfgang Overath zurechtkam. Das ging so weit, dass er schließlich FC-Präsident Oskar Maaß bat, nicht mehr für die Profis nominiert zu werden. Im Mai 1970 war er aber bei der Reise nach Israel und Persien mit dem Profikader dabei, Overath war als WM-Teilnehmer in Mexiko verhindert. Es wurden Spiele gegen Vereine aus Haifa und Tel Aviv sowie gegen Maccabi Netanja, PAS Teheran FC und Touch Peykan Teheran dabei ausgetragen.
Nach dem Ende seiner Spielerkarriere fungierte er noch bis 1981 bei den Amateuren als „Mädchen für alles“, ohne ein offizielles Amt zu bekleiden. Zum legendären FC-Amateurechef Karl-Heinz „King“ Schäfer pflegte er ein freundschaftliches Verhältnis. In späteren Jahren war der gelernte Kesselbauer als Vorzeichner im Bereich Maschinenbau/Stahlbau tätig und ging mit dem 60. Lebensjahr in Rente. Er lebte in einem Eigenheim im Kölner Stadtteil Höhenhaus und übte als Hobby das Angeln im nahen Bergischen Land aus.

## Erfolge
- DFB-Pokal-Sieger 1970 (ohne Einsatz)